# Ivongo
Ivongo est une ville et une commune rurale (Kaominina) située dans la région d'Ihorombe (province de Fianarantsoa), dans le sud de Madagascar.

## Démographie
La population est estimée à 5 000.

## Économie
56 % de la population travaille dans le secteur agricole. Les cultures sont le riz, le maïs, la canne à sucre, les bananes et du manioc.